# Luis Bayón Herrera
Luis Bayón Herrera (Bilbao, Espagne, 1889 - Buenos Aires, Argentine, 1956) était un dramaturge, réalisateur de cinéma et scénariste argentin d’origine basque espagnole. 

## Biographie
Sa carrière professionnelle et artistique se déroula presque entièrement en Argentine, dans les années 1940 et 1950, où il mit en scène une quarantaine de films différents. Il passe pour être « l’un des réalisateurs les plus importants de l’âge d’or du cinéma argentin ». Dans les toutes dernières années de sa carrière, au début de la décennie 1950, il participa à quelques films produits à Cuba, tels que A La Habana me voy en 1951. Son ultime opus sera Una cubana en España, de 1951 également, avec dans les rôles principaux Marujita Díaz et Blanquita Amaro.

## Filmographie

### Metteur en scène
- 1938 : Jettatore d’après la pièce de théâtre homonyme de Gregorio de Laferrère
- 1939 : Cándida
- 1939 : Entre el barro
- 1939 : Mi suegra es una fiera
- 1940 : Mi fortuna por un nieto
- 1940 : Los celos de Cándida
- 1940 : El astro del tango
- 1940 : Amor
- 1941 : Peluquería de señoras
- 1941 : Cándida millonaria
- 1941 : Joven, viuda y estanciera
- 1941 : El más infeliz del pueblo
- 1942 : La casa de los millones
- 1942 : Secuestro sensacional!!!
- 1942 : La novela de un joven pobre
- 1943 : La piel de zapa
- 1943 : Pasión imposible
- 1943 : La suerte llama tres veces
- 1944 : La danza de la fortuna
- 1944 : Los dos rivales
- 1945 : La amada inmóvil
- 1945 : Una mujer sin importancia
- 1946 : Tres millones... y el amor
- 1946 : No salgas esta noche
- 1946 : Un modelo de París
- 1947 : Lucrecia Borgia
- 1947 : Un marido ideal
- 1948 : Maridos modernos
- 1948 : Cuidado con las imitaciones
- 1949 : Todo un héroe
- 1949 : Fúlmine
- 1950 : Buenos Aires a la vista
- 1950 : El seductor
- 1951 : Una cubana en España
- 1951 : Con la música en el alma
- 1951 : A La Habana me voy

### Scénariste
- 1931 : Las luces de Buenos Aires
- 1931 : Las luces de Buenos Aires
- 1935 : El caballo del pueblo
- 1935 : Noches de Buenos Aires
- 1938 : Jettatore
- 1939 : Cándida
- 1939 : Entre el barro
- 1940 : Mi fortuna por un nieto
- 1940 : Los celos de Cándida
- 1940 : El astro del tango
- 1940 : Amor
- 1941 : Peluquería de señoras
- 1941 : Cándida millonaria
- 1941 : Joven, viuda y estanciera
- 1941 : El más infeliz del pueblo
- 1942 : La casa de los millones
- 1942 : Secuestro sensacional
- 1944 : La danza de la fortuna
- 1944 : Los dos rivales
- 1945 : Una mujer sin importancia
- 1950 : Buenos Aires a la vista
- 1951 : Una cubana en España